# Franz Stigler
Pour les articles homonymes, voir Stigler (homonymie).
L'Oberleutnant Franz Stigler, né le 21 août 1915 à Ratisbonne et mort le 22 mars 2008 à Vancouver, est un pilote de chasse allemand de la Seconde Guerre mondiale. Il est surtout connu pour son rôle dans l'incident de Charlie Brown et Franz Stigler au cours duquel il a épargné l'équipage d'un bombardier B-17 gravement endommagé. Il a escorté l'avion au-dessus des lignes allemandes lui évitant l'attaque d'autres chasseurs et les tirs antiaériens. L'histoire a été gardée secrète pendant de nombreuses années, mais en 1990, Stigler et Charles Brown, le pilote du B-17, se sont retrouvés et sont devenus des amis proches jusqu'à sa mort.

## Biographie
Il porte le même prénom que son père qui était un pilote de reconnaissance pendant la Première Guerre mondiale.
Franz Stigler commence à piloter des planeurs en 1927 à l'âge de douze ans.
Dans les années 1930, il est pilote chez Lufthansa, puis en 1937, il devint instructeur civil pour la Luftwaffe. L'un de ses élèves les plus célèbres était Gerhard Barkhorn. Franz Stigler dit de lui qu'« il peut à peine piloter un avion et qu'il a failli arrêter de le former ».
En 1939, il rejoint la Luftwaffe. Il combat, au côté de Hans-Joachim Marseille, au sein du Jagdgeschwader (JG) 27 en Afrique du Nord, ainsi qu'en Europe, il pilote des Messerschmitt Bf 109. En février 1945, il rejoint l'escadron de chasseurs à réaction Jagdverband 44 commandé par Adolf Galland, où il pilote des Messerschmitt Me 262,.
En mai 1945, il se rend aux Américains.

### L'incident de Charlie Brown et Franz Stigler

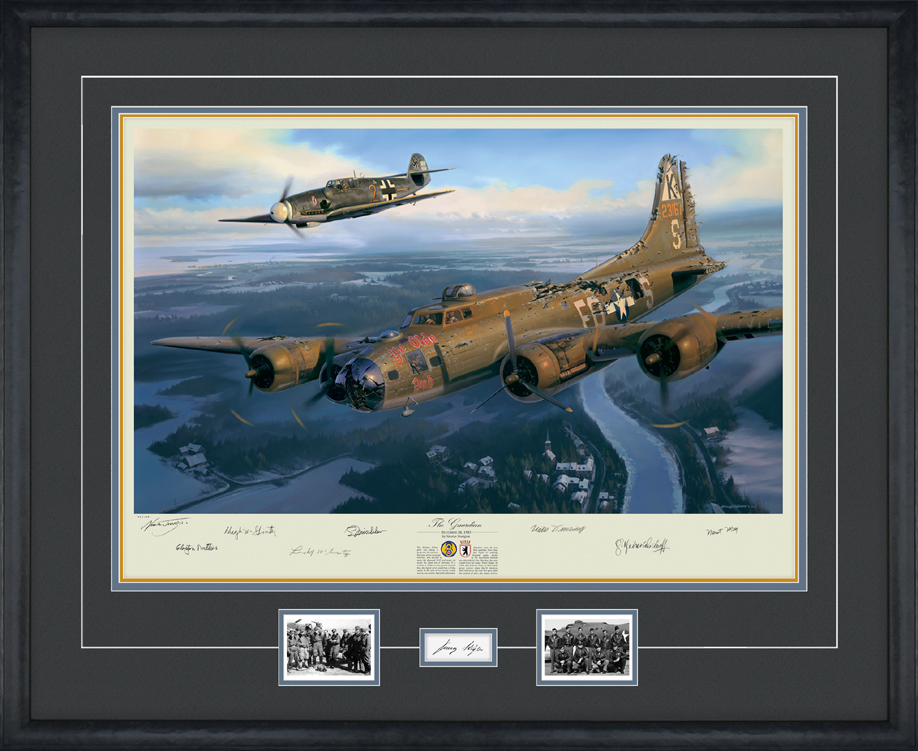
Reconstitution par Nicolas Trudgian du Me109 de Stigler volant près du B-17 de Brown (publié dans le Guardian).

Le 20 décembre 1943, Franz Stigler intercepte le bombardier B-17 baptisé  Ye Olde Pub  piloté par Charles Brown. Franz Stigler a déjà abattu deux B-17 plus tôt dans la journée. Le bombardier est gravement endommagé. En s'alignant pour attaquer le bombardier, il remarque que le mitrailleur de queue ne le vise pas. Après une inspection plus approfondie de l'avion, il voit à travers de grands trous dans le fuselage, des membres de l'équipage portant secours à leurs collègues blessés.
Après la guerre, Franz Stigler a justifié son acte en déclarant que cela aurait été pour lui « la même chose que de tirer sur un parachute », il fait référence à une déclaration de son commandant et mentor Gustav Rödel : « Si j'entends parler de l'un de vous tirant sur un homme en parachute, je vous abats moi-même !  ».
Franz Stigler fait signe à Charles Brown de poser son avion en Suède, pays neutre. Cependant, Charles Brown ne comprend pas et décide de continuer à voler vers l'Angleterre. Franz Stigler escorte le B-17 jusqu'au-dessus de la mer du Nord, le protégeant des artilleurs anti-aériens allemands, qui reconnaissent la silhouette de son Bf109 et n'ouvrent pas le feu. Une fois le bombardier en sécurité, Franz Stigler salue Charles Brown et retourne à sa base,.
Frantz Stigler n'a jamais parlé de cet incident car il aurait pu être traduit en cour martiale et exécuté. Charles Brown rend compte à sa hiérarchie, qui choisit de garder l'incident secret.

### Après-guerre
Après la guerre, il émigre au Canada en 1953 où il travaille comme mécanicien dans une compagnie d'exploitation forestière. Il achète un Messerchmit qu'il peint comme l'ancien appareil qu'il pilotait pendant la guerre et joue le « vilain » dans divers Air Show. En 1990, après avoir répondu à une annonce, il rencontre Charles Brown, les deux hommes deviennent amis jusqu'au décès de Franz Stigler,.

## Distinctions
- Croix de fer de 1re classe

#### Vidéo
- « L'incident de Charlie Brown et Franz Stigler », sur arte.tv, 12 octobre 2021 (consulté le 17 octobre 2021) ;
- (en) « Bf 109 pilot Franz Stigler and B-17 pilot Charlie Brown's first meeting », sur youtube.com, 14 novembre 2012 (consulté le 17 octobre 2021) ;
- « Le pilote allemand qui a risqué sa vie pour sauver un bombardier américain (1943) », sur youtube.com, 28 janvier 2020 (consulté le 17 octobre 2021).